# 漠北之战
漠北之战是於公元前119年（汉武帝元狩四年）发生于戈壁沙漠以北的一次大规模战役，汉朝军队在此役中对匈奴的心脏地带发起了大规模的战略进攻。在卫青与霍去病的率领下，西汉军队最终取得决定性胜利。

## 背景
由于古代中国富饶的农业文明与肥沃的土地对北方草原的游牧民族存在巨大的吸引力，中原王朝与北方草原帝国之间长时间处于军事上的紧张关系。在整个古代中国历史中，保护北部边疆免受游牧民族的入侵一直是中原政权的防御重心。在周朝，包括燕国、赵国、秦国在内的多个诸侯国为了抵御北方民族的入侵，各自修造了数段长城。秦始皇统一中国，建立秦朝后，派将军蒙恬率领三十万人攻击匈奴，占据河套，并征召数万劳工，将各国原先修造的旧城墙连接起来，从临洮到辽东绵延万里，史称秦长城。
由于蒙恬的攻势，匈奴在秦始皇统治时期一直被压制。而随着秦帝国的崩溃，中原地区陷入内乱，匈奴首领冒顿单于趁机迅速扩张，建立了一个横跨东亚和中亚的强大草原帝国，并收复了被秦朝占领的河套地区。当汉高祖刘邦击败项羽，建立西汉王朝后，刘邦认识到了北方的威胁，并在公元前200年集结大军，亲征匈奴， 高祖虽三次野战打败冒顿，刘邦不想打击汉军高涨的士气，部署追击，为了防止不测，派周勃南下攻打楼烦的三座城池，再跟主力会合，以备后援，后来刘邦少數兵力被冒顿主力包围在平城，冒顿围困于平城七天七夜，史称白登之围。7日后周勃等漢軍的军队主力赶到，攻打冒顿的包围圈，为刘邦解围，汉军打败匈奴，刘邦为了休养生息，对匈奴采取和亲結盟政策，将宗室公主嫁予匈奴，并且開放匈奴貿易，此后吕后、汉文帝、汉景帝时期一直沿用高祖时期的政策，汉匈两国相安无事。
在汉武帝即位后，他认为经过多年休养，汉朝的国力已经足以解决匈奴的边患。公元前133年，汉朝军队试图在马邑伏击匈奴，但被匈奴识破，汉匈两国多年来的和平局面也就此打破。前127年，卫青，李息出云中，西经高阙，直到符离（今甘肃北部），取得河南之战的胜果，夺取了河套地区，汉朝设置朔方郡。公元前121年，霍去病出陇西，歼灭浑邪王的部队，越过焉支山一千余里，取得了河西之战的胜利，获得河西走廊地区，设置河西四郡。匈奴人哀叹：“亡我祁连山，使我六畜不繁息；失我焉支山，使我妇女无颜色。”
在经历多次失败后，匈奴的伊稚斜单于采纳了赵信的建议，将部落撤至戈壁沙漠北部，试图以大漠作为天然屏障，阻挡汉军的攻势。前119年，汉武帝再次计划对匈奴发动大规模远征。汉朝军队兵分两路，卫青和霍去病各自统帅50,000名骑兵和数十万的步兵，分别从定襄（今內蒙古和林格尔县）和代郡（今河北蔚县一带）向北进军。

## 戰争过程
汉武帝原计划大军皆由霍去病统帅，由定襄出击，然而根据从匈奴战俘处得到的情报，单于所部位于代郡以东（这一情报事实上是错误的）。汉武帝于是派遣大将军卫青率军出定襄，改令霍去病统领代郡的另一路精锐，以期他更为信任的年轻将军霍去病能生擒单于。
卫青率前将军李广、左将军公孙贺、右将军赵食其、后将军曹襄等出塞后，得知单于并未东去，遂自领精兵疾进，令李广、赵食其从东路迂回策应。卫青行千余里，穿过大漠，与早已布阵的单于本部接战，卫青先以武刚车（兵车）环绕为营，稳住阵脚，随即遣5000骑出战。至日暮，大风骤起，沙石扑面，卫青乘势指挥骑兵从两翼包围单于。单于见汉朝军队很多，兵强马壮，自料难以取胜，率精骑数百，突围向西北逃走，匈奴军溃散。卫青急派轻骑追击单于，自率主力跟进，不过并没有击杀多少人，因史书记载单于逃走时身边就数百人与他逃跑。直至颜山（今蒙古人民共和国杭爱山南面的一支）赵信城，俘虏和斩杀一万九千人，损失也大抵如此，烧其积粟还师。李广、赵食其因迷失道路，未能与卫青会师漠北。
霍去病率校尉李敢等出塞后，同右北平郡（治今内蒙古宁城西南）太守路博德部会师，在深入漠北寻找匈奴主力的过程中，霍去病携带少量的辎重粮草，驱使所俘获的匈奴人为前锋为汉兵开路，跨过大漠，过河活捉单于大臣章渠，诛杀北车耆王，又转攻左大将双，缴获敌人的军旗战鼓。又越过难侯山，渡过弓卢水，抓获屯头王、韩王等三人，将军、相国、当户、都尉等八十三人。此次远征，霍去病所率部队以一万的损失数量，前后一共俘虏和斩杀70443人，左贤王部主力自此几乎全没。霍去病封狼居胥山，禅于姑衍，临瀚海（今俄罗斯贝加尔湖）而还。此战之后，左贤王损失很大，同时失去了对乌桓的控制，汉朝得以徙乌桓于上谷、渔阳、右北平、辽西、辽东五郡塞外，为汉侦察匈奴动静。可见，汉破匈奴左贤王地之前，经常侵扰上谷、渔阳、右北平、辽西等地的是以左贤王为首的匈奴人，经此一战，匈奴远遁，漠南无王庭。
漠北之战，汉军作战指导明确，准备充分，以骑兵实施突击，步兵担任保障，分路进击，果敢深入，是在沙漠草原地区进行的一次成功作战，在中国战争史上具有重要地位。

## 影响
汉朝为这次胜利付出了很大的代价：两将军出塞，士卒阵亡数万，十四万马匹回来只余三万。汉朝中央政府在战后为了弥补战争损失而增税，加重了百姓的负担。迫于重税和徭役而逃亡，很多人成为流民，使官府直接掌握的编户齐民大为减少。
另一方面，匈奴短暂性的遭受了打击；匈奴人在战争和瘟疫中损失了大量人力，与此同时，家畜的大量损失造成了食物的短缺，而影响更为深远的是，由于失去了南部的大量肥沃草原，匈奴部落被迫北迁至贫瘠而寒冷的戈壁沙漠以北的西伯利亚地区，面对更大的生存压力。因此，汉朝与匈奴之间的实质性停火只维持了短短七年，匈奴人就在前112年南下侵扰五原。然而有中国学者如刘运动指出匈奴帝国在汉武帝发动的两大系列战争后仍有相当大的军事实力：
|  | 四十余年的汉匈战争，对双方都带来了严重的后果……西汉王朝打得财源枯竭、国库空虚、人民凋敝。到了武帝末年便无力进行大规模战争了……匈奴损失更严重……即使是这样，征讨政策却未能将匈奴彻底制服。直至武帝末年，匈奴单于在给汉王朝的书信中还写到：“南有大汉，北有强胡。胡者，天之骄子也……今欲与汉闿大关，取汉女为妻，岁给遗我蘖酒万石，稷米五千斛，杂缯万匹，它如故约（白登之约），则边不相盗矣。”可见，匈奴尚有相当势力，其势仍足以威胁西汉王朝。在这种情况下，西汉统治者不得不调整其对匈奴的政策。 |